# Leptonema ranomafana
Leptonema ranomafana là một loài Trichoptera trong họ Hydropsychidae. Chúng phân bố ở vùng nhiệt đới châu Phi.